# Nu Ophiuchi
Nu Ophiuchi is een ster in het sterrenbeeld Slangendrager die ook bekend staat als Sinistra.
In begin 2004 werd ontdekt dat om Nu Ophiuchi een bruine dwerg roteert, Nu Ophiuchi b. Deze heeft een massa die 21,9 keer groter is dan die van Jupiter en doet er 538 jaar over om een keer om Nu Ophiuchi te cirkelen.
Een tweede bruine dwerg, Nu Ophiuchi c, werd ontdekt in 2010 met een massa die 24,5 groter is dan die van Jupiter; deze doet 3169 dagen over een cirkelbaan om Nu Ophiuchi.